# 捷列茨科耶湖
捷列茨科耶湖是俄羅斯阿爾泰共和國阿爾泰山脈最大型的湖泊，也是全球最深的25個湖之一，最大水深325米。
捷列茨科耶湖原名阿勒坦淖尔（阿勒坦泊），环阿尔泰淖尔居住的游牧部落称作阿尔泰淖尔乌梁海，为乌梁海部落之一，隶属科布多参赞大臣节制。1867年，随中俄签署《中俄勘分西北界约记》及《烏里雅蘇臺界約》而沦入俄境。
捷列茨科耶湖湖水十分清澈，能見度6至14米，湖水來自約70條河流和150條暫時性的溪流，其中丘雷什曼河供應超過一半湖水。

## 名称
阿勒坦泊在蒙古语、阿尔泰语中意为金湖，其中阿勒坦淖尔或阿勒坦诺尔是蒙古语，而阿勒屯库勒则是对应的阿尔泰语。
由于“金湖”一称在内亚还用于其他湖泊，俄罗斯人依当地的都呂施部将其命名为捷列茨科耶湖，都呂施在俄语中读作“乔约廖斯”（羅馬化：Tjojoljos /ȶojoȴos/）。因此在一些域外突厥语中“都呂施的湖”（如吉尔吉斯语）。